# Nucleòfil
Un nucleòfil o reactant nucleofílic és un reactant químic que contribueix amb electrons a la formació d'un enllaç covalent amb un altre reactant (electròfil o reactant electrofílic), que és el que els accepta.
El terme nucleòfil fou introduït per Christopher Kelk Ingold el 1929, en substitució del terme cationoid proposat anteriorment per A. J. Lapworth el 1925. El mot nucleòfil el creà a partir dels mots nucli, de nucli atòmic, i el sufix -fil, que prové del grec phílos que significa amic, amant i, per extensió, simpatia, tendència, etc. Per tant, com indica el seu nom, un nucleòfil posseeix una afinitat pels nuclis de l'àtom amb el qual forma l'enllaç covalent.

## Tipus de nucleòfils
Una partícula nucleòfila és una base de Lewis, és a dir, conté un àtom com a mínim la qual capa de valència té una o més parelles d'electrons disponibles. Pot ser una molècula neutra, com ara l'amoníac, NH₃, un grup hidroxil, -OH, un grup amina -NH₂... o grups amb parelles d'electrons formant enllaços π com l'etè, CH₂=CH₂, i també anions, com l'anió hidròxid, OH- o el iodur, I-.

## Reaccions nucleofíliques
Les reaccions nucleofíliques són les reaccions en les quals una partícula nucleòfila representa el paper de reactant respecte d'un substrat pobre en electrons (electròfil); els halogenurs, les cetones, els aldehids, els àcids i els seus derivats experimenten fàcilment reaccions nucleofíliques.
Les reaccions nucleofíliques es poden classificar en quatre grups:

### Addicions nucleofíliques

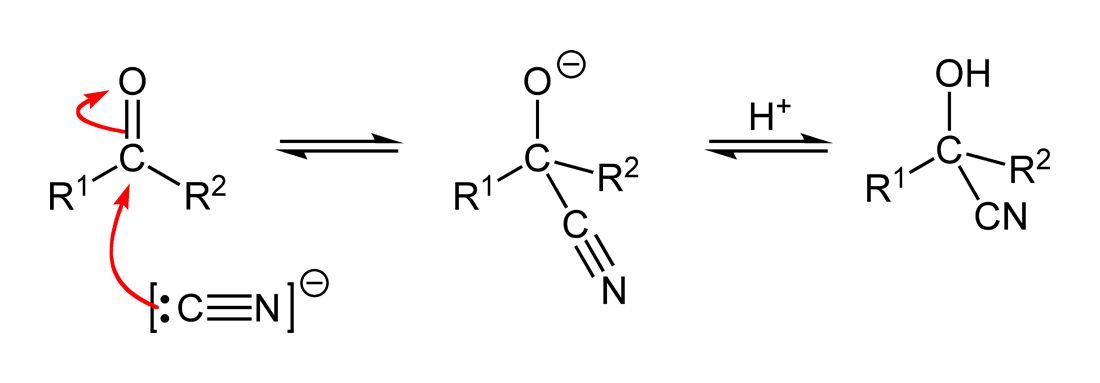
Addició nucleòfila

En aquest grup de reaccions nucleofíliques es pot posar l'exemple de l'addició de l'anió cianur a una cetona. L'anió cianur (nucleòfil perquè té una càrrega negativa) ataca el carboni del grup carbonil, CO, que és electròfil (l'alta electronegativitat de l'àtom d'oxigen atreu els electrons de l'enllaç doble cap a ell polaritzant-lo). Els electrons de l'enllaç π es desplacen cap a l'oxigen que s'enllaça a un catió hidrogen, H+ i es forma un alcohol. Al mateix temps es forma un enllaç σ nou entre el carboni del grup cianur i el carboni atacat.

### Eliminacions nucleofíliques

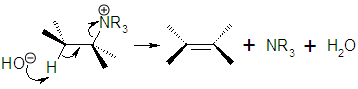
Eliminació de Hofmann

Les eliminacions nucleofíliques són reaccions provocades per nucleòfils i es formen enllaços dobles C=C. Per exemple, en la reacció d'eliminació de Hofmann un nucleòfil, l'anió hidròxid ataca un substrat que té una amina quaternària amb l'àtom de nitrogen carregat positivament (electròfil). L'anió hidròxid ataca un àtom d'hidrogen del carboni contigu al carboni enllaçat al nitrogen, i és forma una molècula d'aigua. La parella d'electrons que forma l'enllaç C-H es desplaça per formar un enllaç π amb l'altre carboni i els electrons que l'enllaçaven amb el nitrogen es desplacen sobre aquest donant lloc a una amina terciària, NR₃, i a un alquè.

### Substitucions nucleofíliques

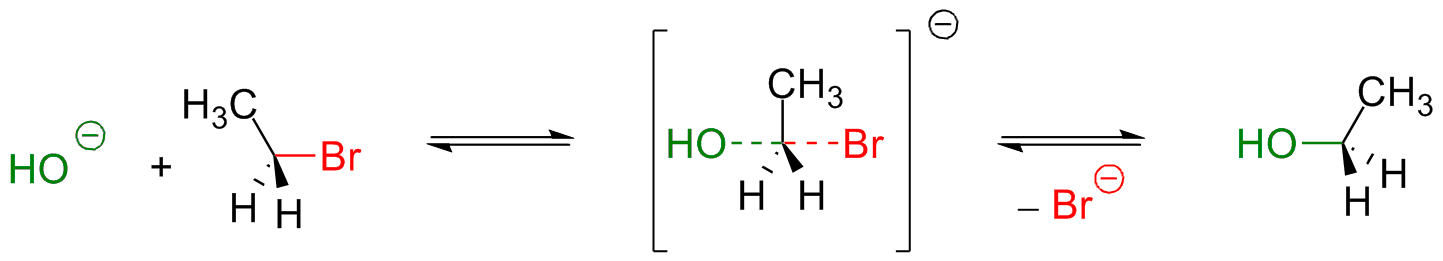
Substitució nucleòfila

Les substitucions nucleofíliques comencen amb l'atac d'una partícula nucleòfila sobre un àtom de carboni deficient en electrons (electròfil) pel fet d'estar unit a un àtom electronegatiu que atreu cap a si els electrons de l'enllaç σ polaritzant-lo. El nucleòfil s'addiciona i s'elimina la partícula electronegativa. Per exemple s'observa en la formació d'alcohols per atac d'un anió hidròxid, OH-, a un bromur d'alquil (halogenur en general). S'addiciona un grup hidroxil, -OH, eliminant-se un anió bromur, Br-.

### Transposicions nucleofíliques
Les transposicions nucleofíliques són reaccions en les quals un àtom (halogen o hidrogen) o un grup (RO-, RS-, R₂N- o R₃C-) migren d'un àtom A, al qual estan enllaçats, a un altre àtom B contigu al qual s'enllacen, i movent al mateix temps una parella d'electrons enllaçants.